# Attonda natha
Attonda natha là một loài bướm đêm trong họ Noctuidae.